# Falastin (газета)
Фа́ла́стин (араб. جريدة فلسطين‎; иногда транслитерируется как Филастин) — палестинская газета, основанная в 1911 году в Яффе; быстро превратилась из еженедельного издания в ежедневную, и стала одной из самых влиятельных газет в османской и британской Палестине.
«Фаластин» была в числе десятков газет, появившихся в Палестине после младотурецкой революции 1908 года, приведшей к реформам в Османской империи. Основателями газеты выступили арабы-христиане Исса Эль-Исса и его двоюродный брат по отцовской линии Юсеф Эль-Исса. Газета сначала издавалась еженедельно; вскоре она стала выходить дважды в неделю, пока не была закрыта османскими властями в 1914 году. Возобновление работы произошло в 1921 году, и с 1929 года газета публиковалась ежедневно.
Газета была самым яростным и последовательным критиком сионистского движения в стране, осуждая его как угрозу арабскому населению Палестины. Оба Эль-Иссы были противниками как сионизма, так и британской администрации. «Фаластин» способствовала формированию палестинской идентичности и несколько раз закрывалась османскими и британскими властями.
В 1967 году Дауд Эль-Исса и сын Исы Раджа Эль-Исса объединили «Фаластин» с газетой «Аль-Манар» для выпуска иорданской газеты «Ад-Дустуор» в Аммане.

## Освещение спортивных новостей

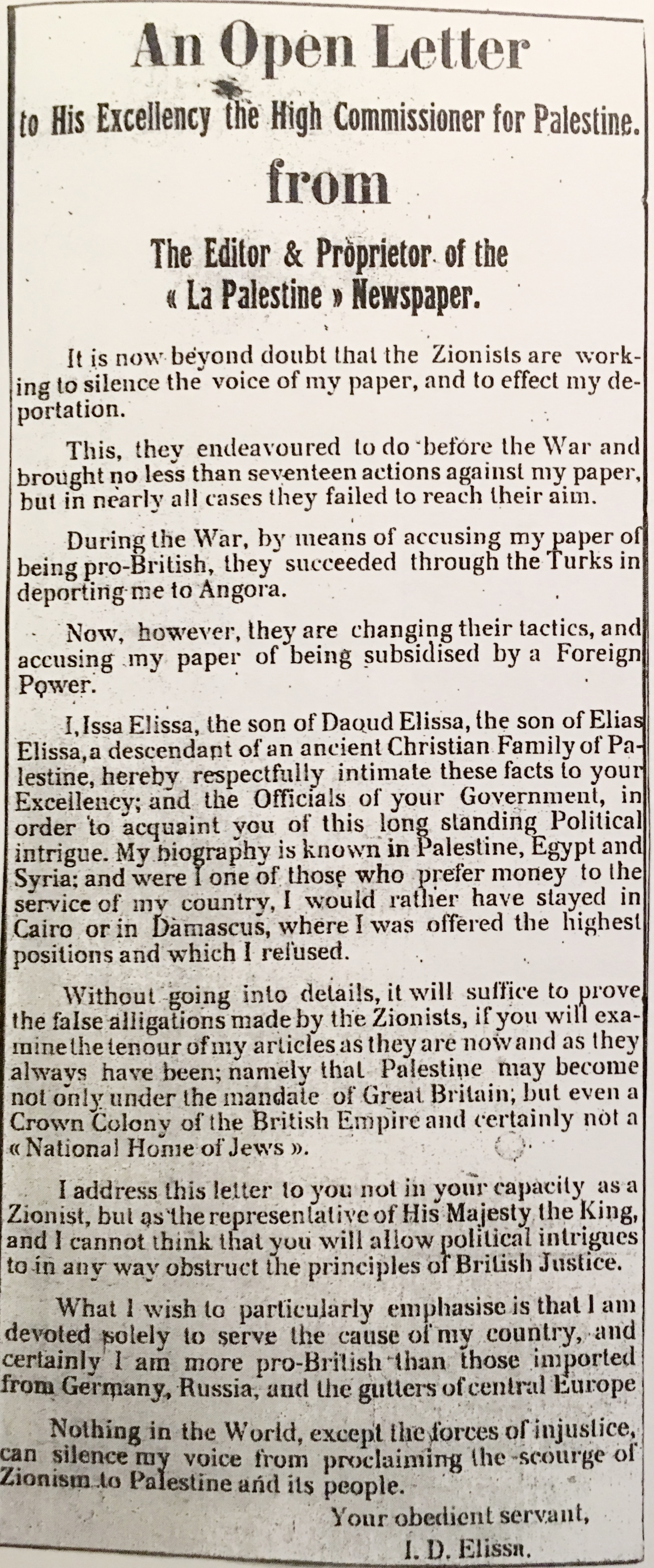
Открытое письмо Иссы Эль-Исса Герберту Самуэлью 1922 год

Создание газеты «Фаластин» в 1911 году считается краеугольным камнем спортивной журналистики в османской Палестине. Неслучайно, что самая активная газета также сообщала о спортивных мероприятиях. «Фаластин» освещала спортивные новости в османской Палестине, которые помогли сформировать современного палестинца, объединить деревни и города, построить палестинский национализм и углубить и сохранить палестинскую национальную идентичность.

## Приостановление деятельности
Работая под цензурой турецкого владычества и британского мандата, «Фаластин» была отстранена от публикации более 20 раз.
В 1913 и 1914 годах «Фаластин» была закрыта османскими властями за критику губернатора (ноябрь 1913 года), а позже была закрыта британскими властями из-за угроз в адрес евреев. Один сборник исторических источников по антисемитизму называл причиной приостановления издательства газеты «пропаганду расистской ненависти». После приостановки деятельности «Фаластин» разослала циркуляр в ответ на обвинения британского правительства в том, что они сеют раздор между элементами империи, в котором говорилось, что слово «сионист» не является синонимом слова «еврей», а сионисты характеризовались как «политическая партия, цель которой состоит в том, чтобы создать в Палестине своё государство и сохранение этого государства исключительно для них». Газета была поддержана мусульманскими и христианскими деятелями, и суд аннулировал своё решение об прекращении деятельности газеты ввиду защиты свободы прессы. Летом 1914 года газета опубликовала перевод первых страниц программы Менахема Усышкина.

## Письмо Альберта Эйнштейна
28 января 1930 года Альберт Эйнштейн разослал письмо редактору «Фаластин» Исса Эль-Исса.
Тот, кто, как и я, на протяжении многих лет лелеял убежденность в том, что человечество будущего должно быть построено на тесном сообществе наций и что агрессивный национализм должен быть побежден, может видеть будущее Палестины только на основе мирного сосуществования между двумя народами, которые находятся дома на этой земле. По этой причине я должен был ожидать, что великий арабский народ продемонстрирует истинное понимание необходимости, которую чувствуют евреи, чтобы восстановить свой национальный дом на древней родине иудаизма. Я должен был ожидать, что общими усилиями будут найдены пути и средства для того, чтобы сделать возможным обширное еврейское поселение в стране. Я убежден, что преданность еврейского народа Палестине принесет пользу всем жителям страны не только в материальном, но и в культурном и национальном плане. Я считаю, что арабское возрождение на обширных территориях, которые сейчас заняты арабами, только выиграет от еврейской симпатии. Я должен приветствовать создание возможности для абсолютно свободного и откровенного обсуждения этих возможностей, ибо я считаю, что два великих семитских народов, каждый из которых по-своему внес свою лепту, имеющие непреходящую ценность для цивилизации Запада, может иметь большое будущее, и что вместо того, чтобы столкнуться друг с другом в бесплодной вражде и взаимном недоверии, они должны поддерживать друг друга в национально-культурных начинаниях, и следует искать возможность чуткого сотрудничества. Я думаю, что те, кто не занимается активно политикой, должны прежде всего способствовать созданию этой атмосферы доверия.
Я выражаю сожаление в связи с трагическими событиями в августе прошлого года не только потому, что они выявили человеческую природу в её низших аспектах, но и потому, что они отчуждают два народа и временно затрудняют им сближение друг с другом. Но они должны собраться вместе, несмотря ни на что.

## Столетие «Фаластин»

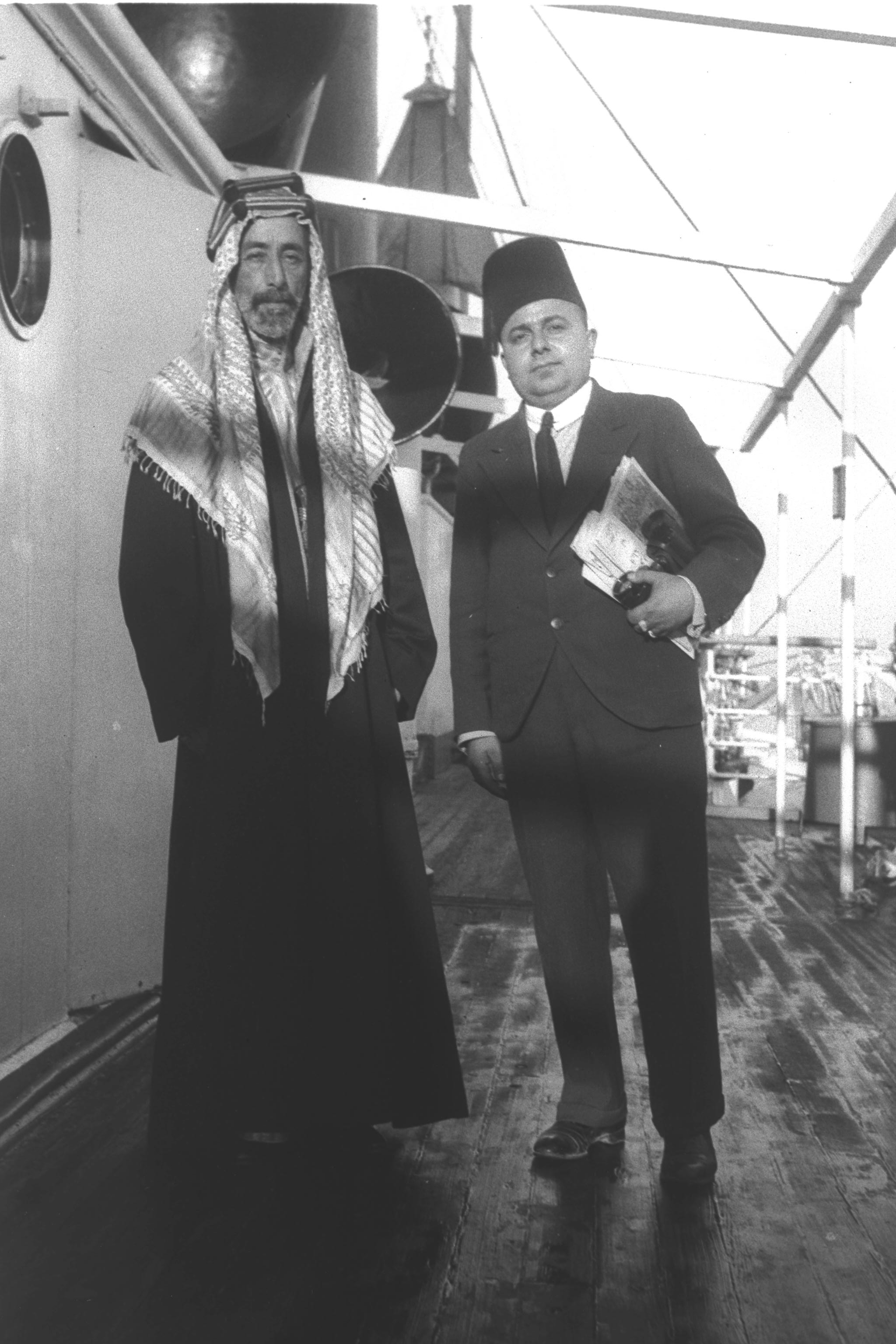
Исса Эль-Исса и Али король Хиджаза в порту Яффо, 7 ноября 1933 года

«Столетием „Фаластин“» стала конференция, которая состоялась в Аммане (Иордания) в 2011 году. Двадцать четыре местных, региональных и международных исследователя и академика изучили вклад «Фаластин» в Ближний Восток XX века на двухдневной конференции, организованной исследовательским центром Ближнего Востока Колумбийского университета. На конференции была освещена культурная связь Иордании с Палестиной в различных статьях, посвящённых иорданским городам и новостям. Основатель газеты Исса Эль-Исса был близким другом Хашимитов, «Фаластин» освещала новости про Хашимитов: Шарифа Хусейна, его сыновей — короля Фейсала I и короля Абдаллы I — и его внука короля Талала. В документе отражены отношения покойного короля Абдаллы с лидерами и народом Палестины, документально отражена каждая его поездка в палестинские города и каждая его позиция в поддержку палестинцев и против сионизма. Корреспонденты газеты в Иордании даже взяли интервью у короля во дворце Рагадан. Один из участников конференции заявил, что 
многие люди склонны пренебрежительно считать её лишь газетой, но на самом деле она является кладезем информации и документов, относящихся к истории арабского мира.

## Галерея

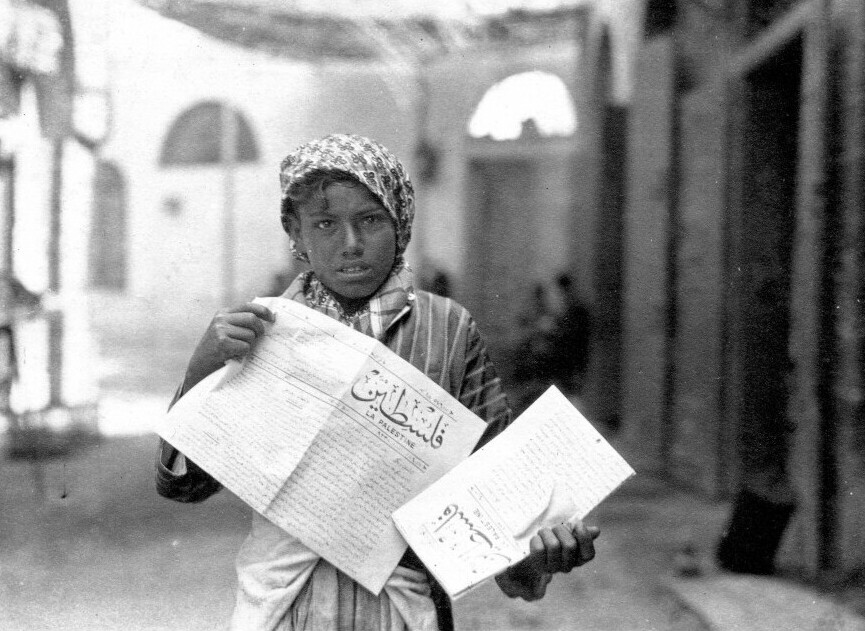
Уличный торговец продает газету «Фаластин» в Яффо, 1921 год
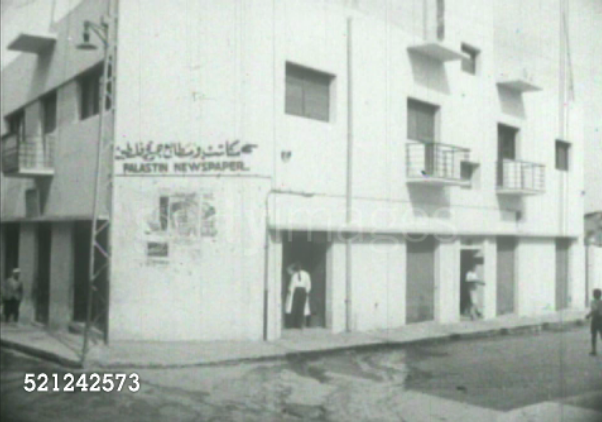
Штаб-квартира «Фаластин» в районе Аджами, Яффо, 1938
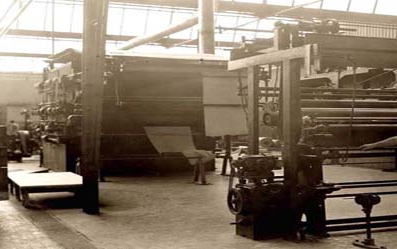
Штаб-квартира «Фаластин» в Иерусалиме, 1950